# Mouzieys-Teulet

Mouzieys-Teulet este o comună în departamentul Tarn din sudul Franței. În 2009 avea o populație de 422 de locuitori.

## Evoluția populației
| An        | 1975 | 1982 | 1990 | 1999 | 2006 | 2009 |
| --------- | ---- | ---- | ---- | ---- | ---- | ---- |
| Populație | 251  | 257  | 307  | 311  | 406  | 422  |